# Hua Hin flygplats
Hua Hin flygplats eller Hua Hin International Airport (thai: ท่าอากาศยานหัวหิน) (IATA: HHQ, ICAO: VTPH) är en internationell flygplats i Hua Hin, Prachuap Khiri Khan i Thailand. Flygplatsen är belägen cirka 5 kilometer norr om Hua Hin.

## Bakgrund
I augusti 2018 meddelade Department of Airports att de kommer att investera 3,5 miljarder baht för att uppgradera Hua Hin Airport under de kommande fem åren. Antalet resenärer som använder flygplatsen förväntades öka tio gånger till tre miljoner per år inom samma tidsram. Uppgraderingen är en del av projekten "Riviera Thailand" och "Southern Economic Corridor". Arbetet med flygplatsen uppskattades till 4–5 år och inkluderar att utvidga den befintliga passagerarterminalen, bygga en andra, utöka hangarutrymmet samt bredda rullbanan från 35 meter till 45 meter.